# Julie Heins
Hansine Julie Heins, född 27 september 1822 i Odense, död 17 april 1902 i Köpenhamn, var en dansk lärare. Hon var under sin samtid en uppmärksammad författare av skolböcker i Danmark.  